# 黏膜下神经丛
黏膜下神经丛，（英文为submucous plexus、Meissner's plexus、plexus of the submucosa、plexus submucosus等）位于肠道壁黏膜下层。其中的神经来自于肌间神经丛，肌间神经丛又来自于肠系膜上动脉附近副交感神经的神经丛，肌间神经丛的分支穿过环行肌纤维形成了黏膜下神经丛；该神经丛延伸出的神经节伸入黏膜肌层和黏膜。
黏膜下神经丛含有Dogiel细胞。该神经丛的神经束比起肌间神经丛的神经束更纤细，其功能为刺激上皮组织层的细胞和黏膜肌层的平滑肌。
14%的黏膜下神经丛由叫做Dogiel II细胞的感觉神经元构成。Dogiel II细胞也被叫做肠初级传入神经元（enteric primary afferent neurons）或者固有初级传入神经元（intrinsic primary afferent neurons）。

## 发现
德国人乔治·迈斯纳是首批对神经系统深入研究的人之一，他发现了黏膜下神经丛，故英文中黏膜下神经丛也作Meissner's plexus，意即迈斯纳氏神经丛。